# Cauchemirage
Cauchemirage est la dix-neuvième histoire de la série Natacha de François Walthéry et Mythic. Elle est publiée pour la première fois en 1989 sous forme d'album.

### Documentation
- Thierry Martens, « Introduction », dans Natacha t. 5, Dupuis, mai 2014 (ISBN 978-2-8001-6119-8), p. 6-31.